# Pragnienie (film 2009)
Pragnienie (kor. 박쥐 Bakjwi) – południowokoreański horror z 2009 roku. Został napisany, wyreżyserowany i wyprodukowany przez Park Chan-wooka. Jest luźno oparty na powieści Teresa Raquin Émile’a Zoli. Miał swoją premierę 30 kwietnia 2009 roku, przyciągnął ponad 2,22 mln widzów.

## Obsada
- Song Kang-ho jako Sang-hyun
- Kim Ok-bin jako Tae-ju
- Shin Ha-kyun jako Kang-woo, mąż Tae-ju
- Kim Hae-sook jako pani Ra, teściowa Tae-ju
- Eriq Ebouaney jako Immanuel
- Hwang Woo-seul-hye jako dziewczyna z gwizdkiem
- Mercedes Cabral jako Evelyn
- Song Young-chang jako Seung-dae
- Oh Dal-su jako Young-du
- Ra Mi-ran jako pielęgniarka Yu

## Nagrody i nominacje
| Rok  | Nagroda                     | Kategoria                                     | Wynik     |
| ---- | --------------------------- | --------------------------------------------- | --------- |
| 2009 | 62. MFF w Cannes            | Nagroda Jury (Park Chan-wook)                 | Wygrana   |
| 2009 | 62. MFF w Cannes            | Złota Palma (Park Chan-wook)                  | Nominacja |
| 2009 | Chunsa Film Art Awards      | Najlepszy reżyser (Park Chan-wook)            | Wygrana   |
| 2009 | Chunsa Film Art Awards      | Najlepszy aktor (Song Kang-ho)                | Wygrana   |
| 2009 | Chunsa Film Art Awards      | Najlepsza aktorka drugoplanowa (Kim Hae-sook) | Wygrana   |
| 2009 | Chunsa Film Art Awards      | Najlepsze oświetlenie (Park Hyun-won)         | Wygrana   |
| 2009 | 49. Grand Bell Awards       | Najlepsze oświetlenie (Park Hyun-won)         | Wygrana   |
| 2009 | 49. Grand Bell Awards       | Najlepsza aktorka drugoplanowa (Kim Hae-sook) | Nominacja |
| 2009 | 30. Blue Dragon Film Awards | Najlepsza aktorka drugoplanowa (Kim Hae-sook) | Wygrana   |
| 2009 | 30. Blue Dragon Film Awards | Najlepsza muzyka (Jo Yeong-wook)              | Wygrana   |
| 2009 | 30. Blue Dragon Film Awards | Najlepszy film (Pragnienie)                   | Nominacja |
| 2009 | 30. Blue Dragon Film Awards | Najlepszy reżyser (Park Chan-wook)            | Nominacja |
| 2009 | 30. Blue Dragon Film Awards | Najlepszy aktor (Song Kang-ho)                | Nominacja |
| 2009 | 30. Blue Dragon Film Awards | Najlepsza aktorka (Kim Ok-bin)                | Nominacja |
| 2009 | 30. Blue Dragon Film Awards | Najlepsza aktorka drugoplanowa (Kim Hae-sook) | Nominacja |
| 2009 | 30. Blue Dragon Film Awards | Najlepsze zdjęcia (Chung Chung-hoon)          | Nominacja |
| 2009 | 30. Blue Dragon Film Awards | Najlepsza scenografia (Ryu Seong-hee)         | Nominacja |
| 2009 | 30. Blue Dragon Film Awards | Najlepsze oświetlenie (Park Hyun-won)         | Nominacja |
| 2009 | 12. Director's Cut Awards   | Najlepszy reżyser (Park Chan-wook)            | Wygrana   |
| 2009 | 12. Director's Cut Awards   | Najlepszy aktor (Song Kang-ho)                | Wygrana   |
| 2010 | 4. Asian Film Awards        | Najlepsze efekty specjalne (Lee Seon-hyeong)  | Wygrana   |
| 2010 | 4. Asian Film Awards        | Najlepszy aktor (Song Kang-ho)                | Nominacja |
| 2010 | 4. Asian Film Awards        | Najlepsze zdjęcia (Chung Chung-hoon)          | Nominacja |
| 2010 | 4. Asian Film Awards        | Best Production Designer (Ryu Seong-hie)      | Nominacja |
| 2010 | 46. Baeksang Arts Awards    | Najlepszy film (Pragnienie)                   | Nominacja |
| 2010 | 46. Baeksang Arts Awards    | Najlepsza aktorka (Kim Ok-bin)                | Nominacja |